# Крепинет

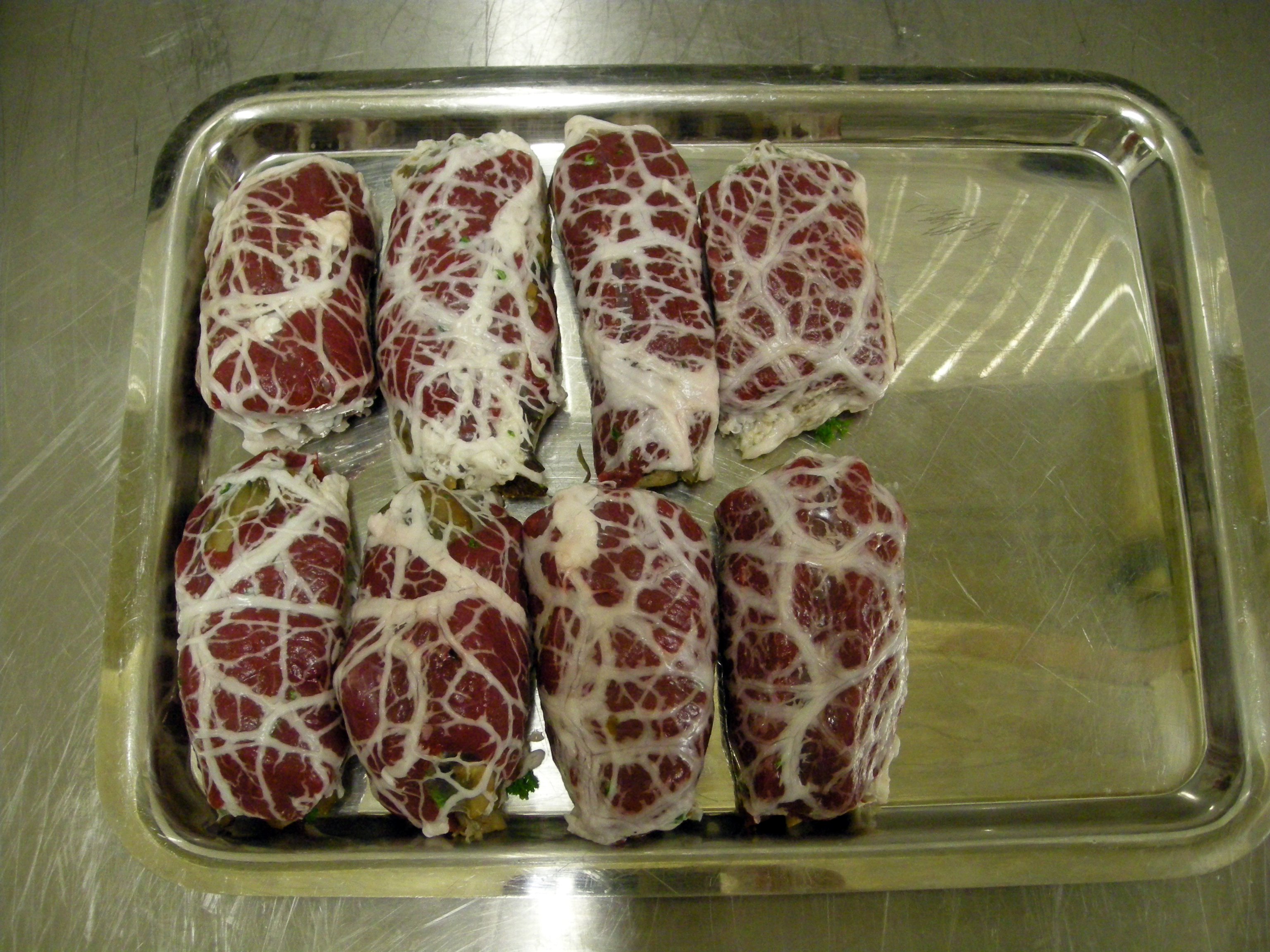
Крепинет из страуса

Крепинет, также крепинета (фр. Crépinette) — французская сырая колбаска в жировой сетке (сальнике). Кроме более распространённого свиного, также используют фарш из ягнятины, телятины, курятины и др. В качестве наполнителя применяется сальпикон из мяса, шампиньонов, лесных грибов (в дорогих рецептах из трюфелей). Блюдо обжаривают различными способами (гриль, сковорода, духовка). Крепинеты сочетаются с пюре из картофеля, чечевицей, картофелем буланжер. В качестве соусов подходит перигё (в случае использования трюфелей), шассёр, шаркютьер. В том случае, если в качестве компонентов фарша используется свинина или курятина, то соус может быть и другим. В департаменте Жиронда колбаски готовят на сковороде и подают на стол с аркашонскими устрицами. В этом случае к трапезе рекомендуют белое вино. В рецепт приготовления небольших крепинетов а-ля «ножки Золушки» (pieds de Cendrillon) входят сальпикон из свиных ножек с трюфелями, который помещают в тонкий слой свиного фарша и запекают. В старину блюдо, завёрнутое в пергаментную бумагу, пекли на золе, отсюда и ведёт начало его название (Cendrillon — уменьшительная форма от cendre — «зола»). В современное время такие крепинеты на основе сальпикона, завёрнутого в тонкий слой теста, предпочитают запекать в духовке.

## Этимология
Относительно происхождения названия колбасок существуют несколько версий. Термин crépinette зафиксирован со второй половины XIII века со значением «небольшое украшение блина [crêpe]». Авторы «Гастрономической энциклопедии Ларусс» связали название с французским словом «сальник» — crépin. По наблюдению историка кулинарии Вильяма Похлёбкина, термин ведёт свое происхождение от глагола crépir — «выскабливать». В «Большом кулинарном словаре» (Grand Dictionnaire de cuisine; 1873) Александра Дюма-отца приведено следующее определение блюда: «рагу из мелко нарубленного мяса, завёрнутое в кусочки рубежной плёнки свиного сальника». В старину существовало блюдо крепинет, которое представляло собой целиком зажаренные тушки небольших птиц (голуби, перепёлки). Они готовились на рашпоре или гриле на близком расстоянии от углей. В том случае, если вместо тушек птиц использовался мясной фарш, то такое блюдо было известно как «ложно жаренные „голуби“». По мнению Похлёбкина, впоследствии под крепинетом стали понимать и другие блюда, в которых использовался фарш завёрнутый в листья капусты. Он также предположил, что современное название блюда русской кухни «голубцы» появилось в конце XVIII — начале XIX века по аналогии с французским крепинетом.